# 南港山 (温岭)
28°25′45″N 121°39′32″E / 28.429147135424657°N 121.65894985198975°E
南港山是浙江省温岭市东部沿海诸岛之一。根据1988年至1995年的浙江省海岛普查，南港山的面积0.91平方公里，海岸线长度为6.54公里。南港山为有人居住岛屿，设有南港村，曾属龙门乡，龙门乡撤消后改归松门镇龙门办事处。为浙江省海岛村之一。目前建有跨海大桥连接临近的横岐山，而横岐山在温岭市东海涂围垦工程中已经与大陆相连。